# Tư Nguyên
Tư Nguyên (chữ Hán giản thể: 资源县, bính âm: Zīyuán Xiàn, âm Hán Việt: Tư Nguyên huyện) là một huyện thuộc địa cấp thị Quế Lâm, khu tự trị dân tộc Choang Quảng Tây, Cộng hòa Nhân dân Trung Hoa. Huyện Tư Nguyên nằm ở phía bắc của Quế lâm. có diện tích 1.961,14 km², dân số năm 2002 là 167.000 người gồm các dân tộc Miêu, Dao với tổng số lên đến 35.000 người. Mã số bưu chính của huyện Tư Nguyên là 541400. Chính quyền nhân huyện đóng ở trấn Tư Nguyên.

## Phân chia hành chính
Về mặt hành chính, huyện Tư Nguyên được chia thành 3 trấn, 1 hương và 3 hương dân tộc. 
- Trấn: Tư Nguyên, Trung Phong, Mai Khê.
- Hương: Qua Lý.
- Hương dân tộc: hương dân tộc Miêu Xa Điền, hương dân tộc Miêu Lưỡng Thủy, hương dân tộc Dao Hà Khẩu.